# Giovanni Valentino Gentile
Giovanni Valentino Gentile (Scigliano, 1515 circa – Berna, 10 settembre 1566) è stato un teologo e umanista italiano, antitrinitario, condannato a morte dalle autorità svizzere in osservanza alle leggi che prescrivevano sottoscrizione obbligatoria all'ortodossia cristiana.

## Biografia

### La formazione umanistica

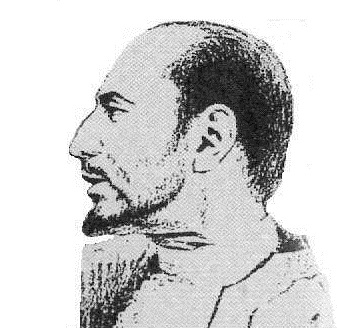
Juan de Valdès

Nato intorno al 1515, fu figlio di Margherita e di Francesco Gentile, un piccolo proprietario terriero che ebbe almeno altri tre figli, Pietro, Bartolo e Padovano, come è attestato da atti notarili rogati nel marzo 1550 a Scigliano. In assenza di un atto di battesimo, è proprio dal fatto che tali documenti provengono da questa cittadina calabrese che si ritiene che Valentino sia nato a Scigliano (Cosenza). Come è stato di recente dimostrato, inoltre, la sua provenienza da Scigliano fu attestata da lui stesso in una lettera inviata al letterato Nicolò Franco.
Fece studi umanistici e trasferitosi giovanissimo a Napoli, fu precettore di Orazio Anisio, nipote del poeta Giano Anisio, del quale curò la pubblicazione di alcuni scritti. L'abate Anisio frequentava gli ambienti dell'Accademia Pontaniana e quelli (legati alla stessa Accademia) del movimento valdesiano, sicché è probabile che già nel primo soggiorno napoletano di Gentile questi potesse venire a contatto con le idee eterodosse diffuse a Napoli dal caposcuola del movimento Juan de Valdés. Tornato nel 1537 a Scigliano, Gentile fu di nuovo a Napoli negli anni Quaranta, e qui poté frequentare la misteriosa Accademia degli Ardenti e quindi entrare in contatto con uno dei leader del movimento valdesiano, Mario Galeota. Destituita di ogni fondamento è invece la notizia della sua partecipazione ai cosiddetti collegia vicentina, che un tempo si riteneva fossero avvenuti nel 1546, mentre di recente è stato dimostrato che gli incontri vicentini (e altri incontri avvenuti a Padova e Ferrara) avvennero nel 1550, poco prima che le divisioni emerse in quegli incontri portassero alla celebrazione di un vero e proprio concilio di radicali tenuto a Venezia nel 1550, allorquando il calabrese Girolamo Busale riuscì a portare alle idee del radicalismo valdesiano il maggiore gruppo radicale italiano, gli anabattisti del nord-est d'Italia.
Nel 1550 Gentile era invece a Palermo, dove convertì alle idee valdesiane una nobildonna toscana (Brigida Cini), per tornare poi a Scigliano e prendere parte ai lavori dell'Accademia Cosentina guidata da Nicolò Franco. Da allora non si hanno più notizie di una sua attività in Italia, mentre tra il 1556 e il 1557 fuggì dall'Italia per rifugiarsi a Ginevra.

### A Ginevra
Non pochi emigrati italiani sostenevano opinioni antitrinitarie e preoccupavano le autorità ginevrine, che già nel 1553 avevano condannato a morte l'antitrinitario Miguel Servet proprio per le sue idee antitrintiarie.
Fu così che, a seguito del giro di vite imposto da Lattanzio Ragnoni, pastore della comunità italiana, e dallo stesso Calvino, il 18 maggio 1558 le autorità calviniste imposero agli italiani di sottoscrivere una confessione di fede trinitaria, alla quale però sette di essi in un primo momento non vollero assentire: erano Gentile, stesso e poi Giampaolo Alciati, Silvestro Teglio, Nicola Gallo, Ippolito Pellegrini, Filippo Rustici e Francesco Porcellino che in nome della libertà di coscienza e di espressione reagirono duramente contro dei vincoli dottrinali tanto stretti. La reazioni dei ginevrini fu tuttavia durissima e, dopo un ultimatum, sei dei dissenzienti decisero di sottoscrivere la confessione, mentre Alciati fuggì da Ginevra, raggiungendo Giorgio Biandrata nel castello di Farges (presso Ginevra) di proprietà dell'antitrinitario Matteo Gribaldi che da Ginevra era stato espulso precedentemente.

### Il primo processo

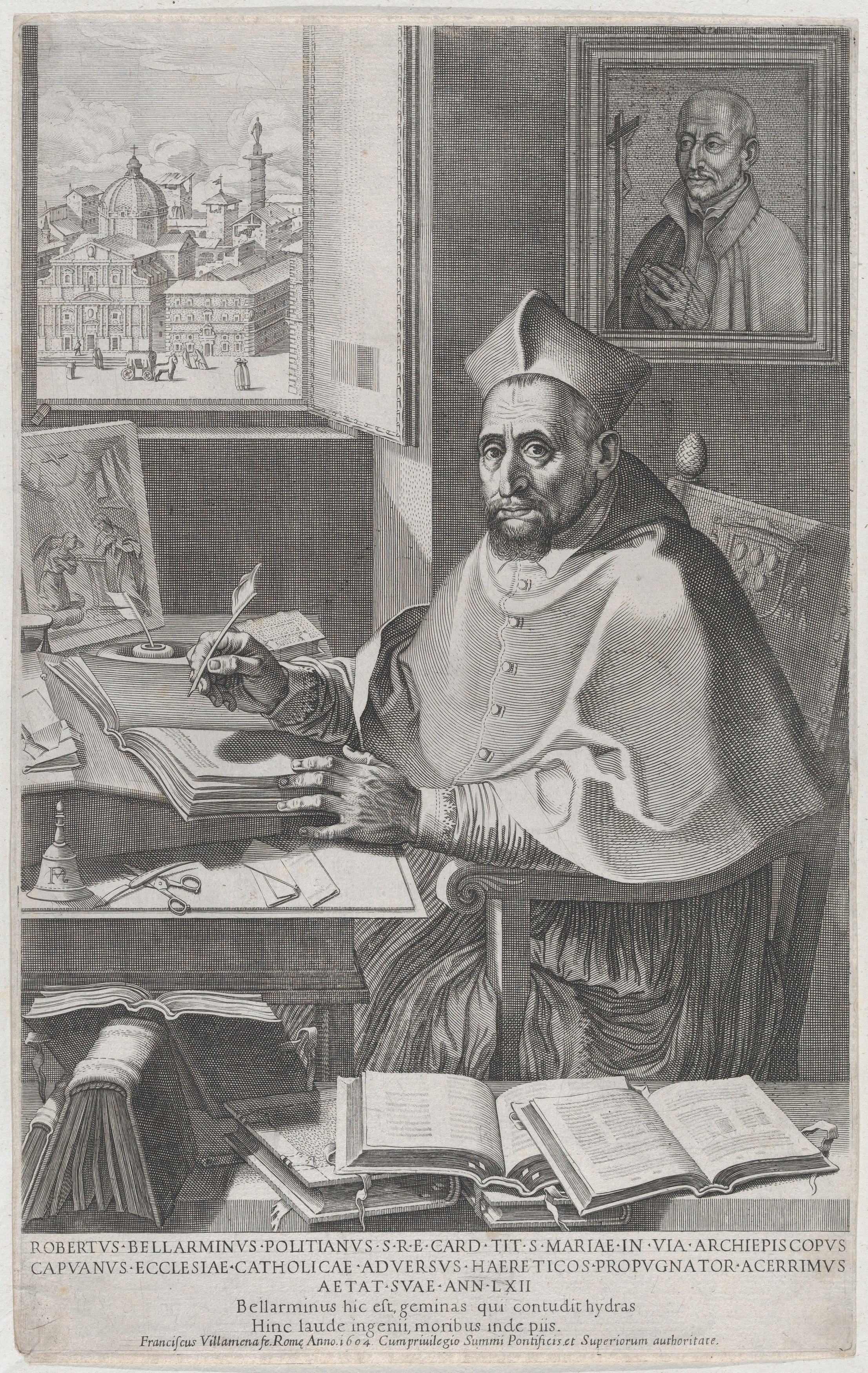
Roberto Bellarmino

Si trattò tuttavia di una sottomissione puramente formale, perché Gentile continuò a professare e a dibattere, insieme con l'amico Nicola Gallo, le proprie opinioni antitrinitarie finché, denunciato da Alexandre Guyottin, il 9 luglio fu arrestato con il Gallo con l'accusa di eresia. Sottoposto a processo, dopo aver in un primo momento cercato di negare che avesse contravvenuto alla confessione di fede trinitaria sottoscritta con gli altri italiani, Gentile mutò atteggiamento, sostenendo di sentirsi illuminato da Dio, che aveva risposto così alle sue preghiere, e pertanto non poteva esimersi dal tacere, anzi, si sentiva in colpa per aver in precedenza rinnegato la verità che gli era stata rivelata.

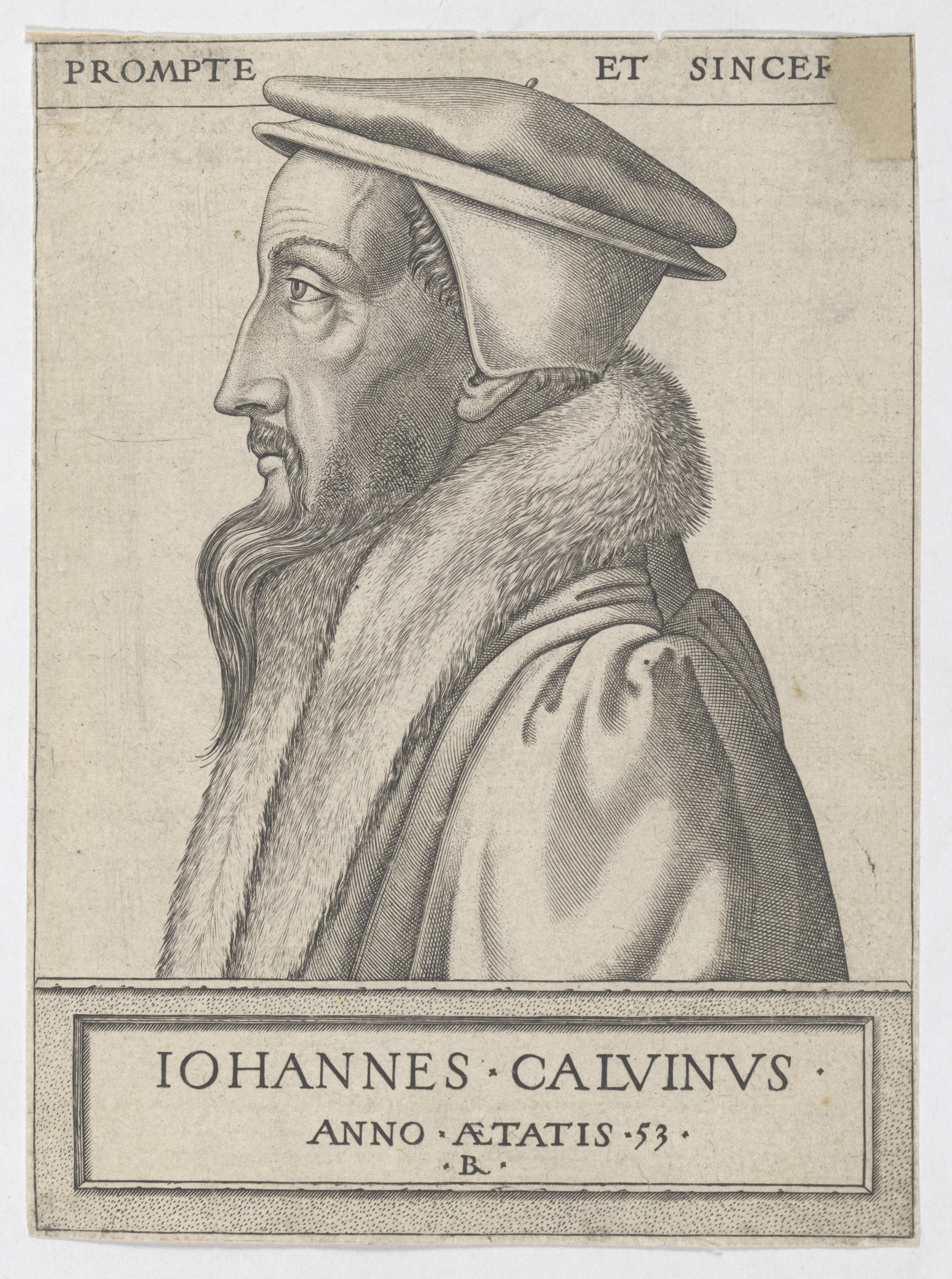
Giovanni Calvino

Nel corso del processo sostenne che non si sarebbe dovuto parlare di tre persone della Trinità, perché il concetto di persona è inesistente nelle Scritture, e piuttosto quello che viene definito «Padre» è in realtà «Dio per se stesso», non generato e di essenza divina: egli ha trasmesso l'essenza divina - e in questo senso Dio è «essenziatore» - a Cristo e allo Spirito, che pertanto sono «essenziati», divini ma non eguali a Dio, in quanto essi non sono fonte del divino. Nelle Controversiae, Bellarmino sostiene che Gentile trarrebbe la propria teologia da Giovanni Filopono, definendo il suo sistema un triteismo dove le tre figure hanno essenza divina ma sono «distinte per ordine, grado ed essenza». In realtà, come è stato di recente dimostrato, l'accusa di triteismo era emersa ben prima che nel parlasse Bellarmino ed era una accusa controversistica tesa a squalificare le proposte teologiche di Gentile e dei suoi compagni. La risposta ortodossa alle accuse che i radicali muovevano agli ortodossi che avrebbero congegnato una quaternità col pensiero trinitario. A Calvino, in particolare, Gentile contestava di aver costruito una teologia assurda sostituendo alla tradizionale Trinità una «quaternitas», avendo attribuito essenza divina tanto alle tre singole persone che al Dio inteso indipendentemente dalla sua ipostasi, a Dio in quanto Dio e non in quanto Padre.
Mentre Nicola Gallo preferì cedere immediatamente, abiurando le precedenti convinzioni, Gentile affrontò il processo, condotto da Calvino in persona, fiducioso di poter far valere le proprie ragioni, ma le dure condizioni della prigionia, il rifiuto di accordargli l'assistenza di un avvocato - aveva richiesto come patrono Pietro Martire Vermigli - e la minaccia che alla mancata sottomissione poteva solo conseguire una condanna a morte, finirono con il piegarlo: dopo aver dichiarato, con malcelata ironia, che i giudici non credevano a lui, che pure era sveglio, ma piuttosto «ipsis vel somniantibus», e aver definito Calvino «rarissimo ministro di Dio e sommo teologo», Gentile sottoscrisse una confessione di fede ortodossa.

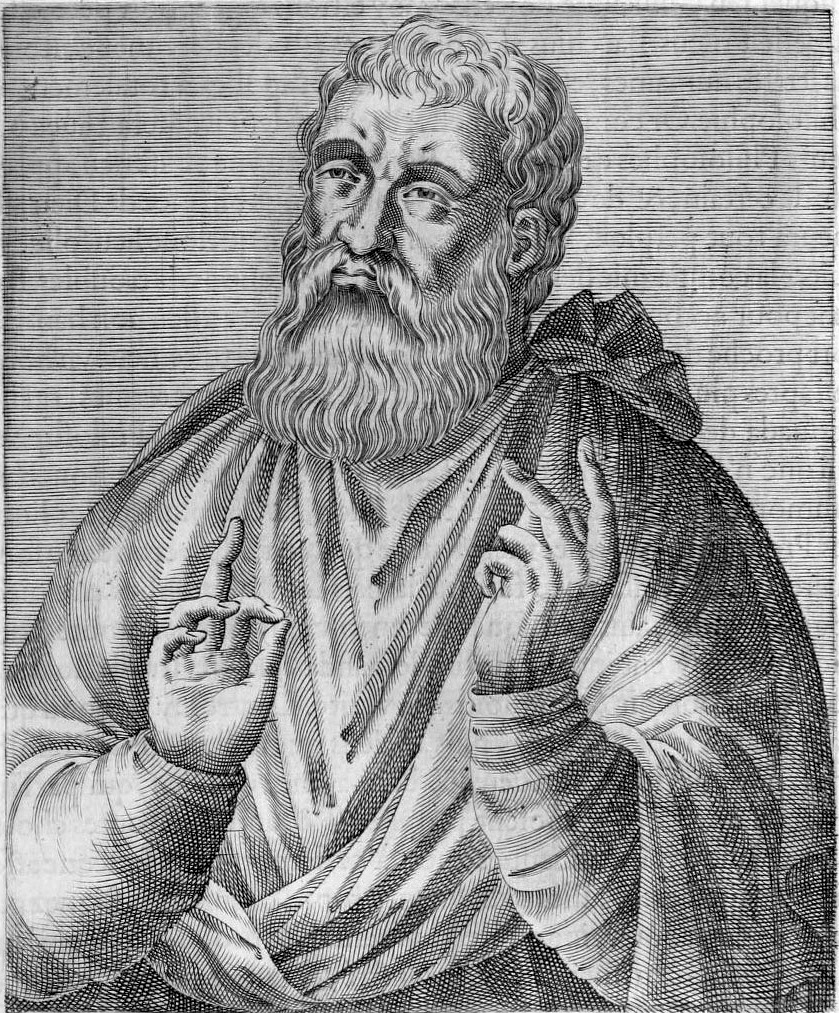
Giustino, filosofo e apologeta

Non fu tuttavia creduto e dovette subire nuovi interrogatori, sottostare a nuove abiure, fare pubblica penitenza per le vie di Ginevra e bruciare personalmente i suoi scritti. Venne finalmente liberato in settembre grazie all'intercessione di alcuni esuli italiani, i lucchesi Francesco Cattani e Nicolao Liena, e il poeta messinese Giulio Cesare Pascali, con la promessa di rimanere a Ginevra. Una promessa non mantenuta, perché non appena fu libero si allontanò da Ginevra, trovando rifugio presso l'amico Matteo Gribaldi nel suo castello di Farges, e spostandosi poi a Lione, dove un altro radicale, Battista da Lucca, gli procurò testi di Giustino, Ilario di Poitiers, Ignazio e Tertulliano utili a sostenere le proprie tesi, che espose negli Antidota, mai pubblicati e nei quali Gentile polemizzava ancora con la teoria trinitaria espressa nella Institutio di Calvino.
Gribaldi continuò a soccorrere il Gentile, privo di mezzi di sostentamento, ospitandolo poi a Grenoble, dove insegnava diritto. Qui, terra cattolica, Gentile cercò di diffondere gli Antidota (manoscritti) ma suscitò sospetti nelle autorità e dovette abbandonare la città francese, per recarsi poi a Chambéry e infine nuovamente a Farges - terra, questa, calvinista - dove il Gentile, ormai persona ben nota e malvista, fu fatto arrestare dal balivo di Gex, Simon von Würstenberger, che aveva giurisdizione su quel feudo.
Gentile riuscì a evitare un nuovo processo pagando una cauzione, pare grazie all'aiuto di Giampaolo Alciati, e rilasciando al balivo una confessione di fede ortodossa. Tornato in libertà, andò a Lione dove commise l'errore, che gli sarà fatale, di far stampare la confessione dedicandola al balivo, la Valentini Gentilis Itali Domini Iesu Christi servi, de uno Deo Patre, de unius Dei vero filio et de Spiritu Santo Paracleto catholica et apostolica confessio, ad illustrissimum dominum Simonem Wurstenbergerum, e accompagnandola da quaranta Protheses e da Adnotationes contra symbulum sancti Athanasii. Così Gentile esponeva nuovamente le sue tesi antitrinitarie, compromettendo con la sua dedica il Würstenberger in un sospetto di eresia: la pubblicazione fu ben presto nota, così che Calvino dovette rispondere direttamente con la sua Impietas Valentini Gentilis detecta et palam traducta,

### Arresti e peregrinazioni

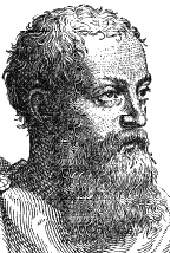
Il medico Giorgio Biandrata, amico di Gentile

Anche a Lione Gentile non era passato inosservato e questa volta fu arrestato dalle autorità cattoliche di fronte alle quali dovette giustificare le sue affermazioni sulla Trinità - per esempio, quel suo sophisticus iste trinus Filio mediatore, contenuto nelle sue Antitheses - ma riuscì evidentemente a convincerle che si trattava di una sua polemica contro Calvino, dove il dogma trinitario non era in discussione. Rilasciato, andò in Italia dove sarebbe stato fatto imprigionare da un vescovo: uscito illeso anche in questa occasione, nell'autunno del 1562 si diresse in Polonia dove lo attendevano gli amici Alciati e Biandrata.
Grazie all'opera di Francesco Lismanini, confessore della regina madre Bona Sforza, formalmente calvinista ma aperto alle problematiche teologiche portate dagli esuli italiani, del medico di corte, l'antitrinitario Biandrata, di Giovanni Paolo Alciati e di Francesco Stancaro, la Polonia di Sigismondo II godeva ancora di un'invidiabile tolleranza religiosa. Gli scritti di Gentile poterono così circolare ed egli stesso poté partecipare liberamente ai sinodi della chiesa riformata polacca, finché la reazione cattolica, coordinata dal nunzio pontificio Giovanni Francesco Commendone in accordo con i calvinisti ortodossi, convinse il re a emanare il 7 agosto 1564 l'editto di Parczów con il quale si decretava l'espulsione di tutti gli «eretici», autorizzando in Polonia la sola esistenza della Chiesa cattolica e di quella calvinista.
Ripresero così le peregrinazioni del Gentile: rimasto nascosto in Polonia per qualche tempo, nel 1565 si recò in Moravia, dove si unì alla comunità anabattista di Austerlitz di Bernardino Ochino e di Nicola Paruta, poi passò in Valacchia, allora governata dall'Impero ottomano. Da qui, venuto a conoscenza della scomparsa di Calvino, pensò di poter tornare impunemente in Svizzera: dopo un lungo viaggio, raggiunse Farges, sperando di incontrarvi l'amico Gribaldi che era però già morto di peste l'anno prima.

### La condanna a morte
Con un colpo di testa, volle sfidare pubblicamente qualunque teologo sul problema della Trinità. Denunciato da un emigrato italiano, Volfango Muscolo, fu arrestato l'11 agosto del 1566 da quello stesso balivo Simon von Würstenberger a cui aveva dedicato la sua confessione di fede e venne trasferito in catene a Berna. Sulle autorità della città svizzera si accumularono le pressioni dei riformatori calvinisti perché contro il Gentile si usasse la maggiore severità. In carcere ottenne conforto e inviti alla prudenza soltanto dal lucchese Simone Pietro Simoni, ma i suoi trascorsi di «impenitente» antitrinitario non gli lasciavano speranze di salvezza e il 10 settembre 1566 Gentile fu pubblicamente decapitato.

## Scritti
- Antidota;
- Valentini Gentilis Itali Domini Iesu Christi servi, de uno Deo Patre, de unius Dei vero filio et de Spiritu Santo Paracleto catholica et apostolica confessio, ad illustrissimum dominum Simonem Wurstenbergerum;
- Valentini Gentilis Itali piae ac doctae in symbolum Athanasii adnotationes;
- Veri Dei Patris et Pseudo-Dei Trinitatis anthitheses;
- Protheses theologiae;
- Ad Ioannem Calvinum et pios fratres carmen;
- Carmina de Trinitate;
- De Christi incarnatione.